# Cetatea Hotin
Cetatea Hotin (în poloneză twierdza w Chocimiu, în turcă Hotin Kalesi, în ucraineană Хотинська фортеця) este o cetate localizată pe malul abrupt al Nistrului în orașul Hotin din regiunea Cernăuți. Ea se află la marginea de nord a orașului, pe o colină naturală aflată într-o mică depresiune înconjurată de o culme de dealuri.
Construită de polonezi (sec. XIV), stăpânită și întărită de Alexandru cel Bun (1400-1432), extinsă de Ștefan cel Mare (sec. XV) și de Petru Rareș (sec. XVI), ocupată de turci în 1713 și transformată în raia 1715). În timpul Războiului ruso-turc din 1806-1812 a fost cucerită de armatele rusești. În anii 1970 a fost parțial restaurată.
Fortăreața este o importantă atracție turistică a Ucrainei. În anul 2007, cetatea a fost declarată de statul ucrainean ca fiind una dintre cele șapte minuni ale Ucrainei . Este de asemenea o rezervație arhitecturală națională ucraineană din anul 2000.

## Istoric

### Cetatea Hotin a Moldovei

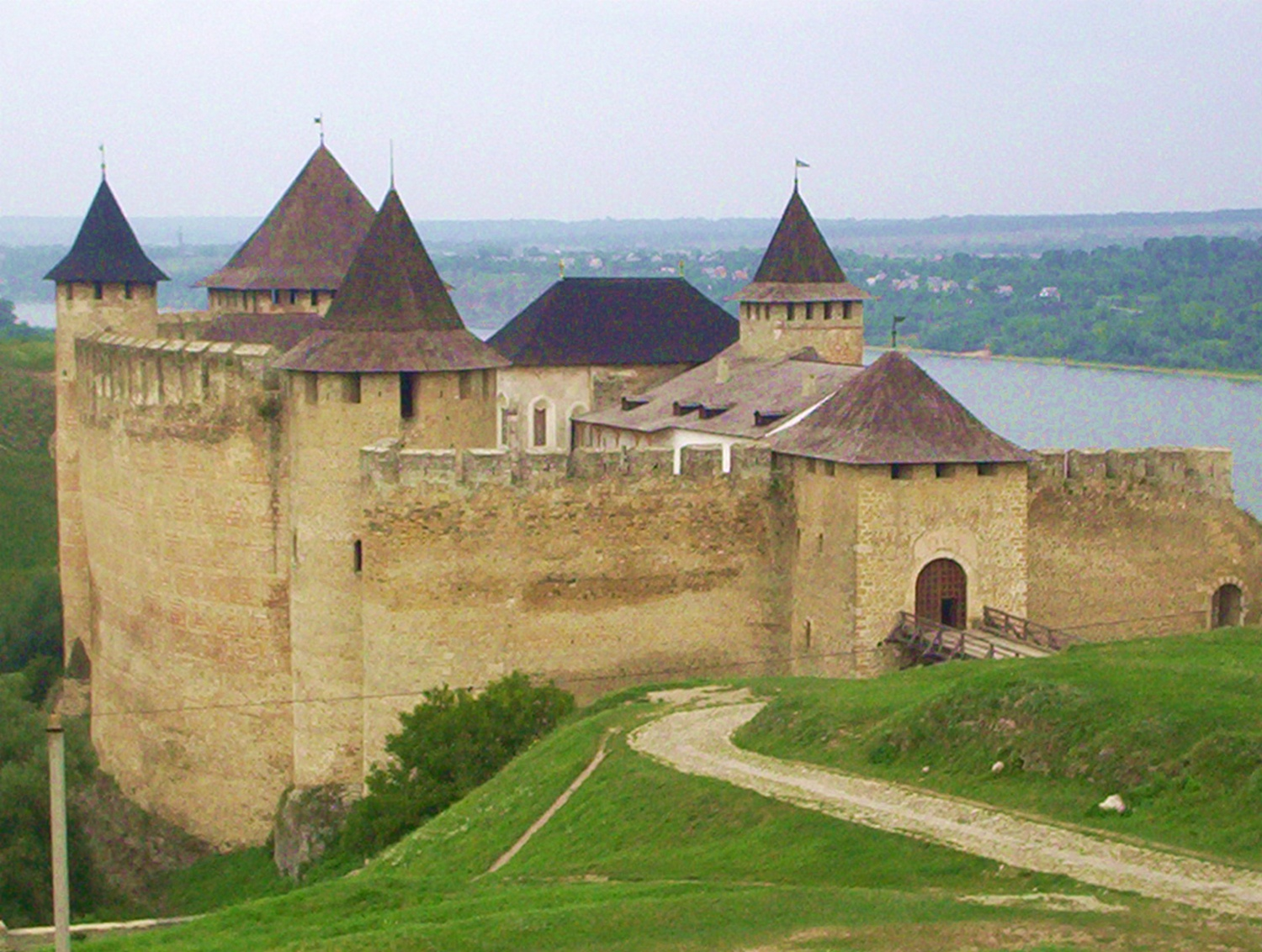
Cetatea și Nistrul în preajmă

Cercetătorii ucraineni au identificat existența pe acest loc a unui fort militar, înălțat de slavii vestici în secolul al XI-lea pentru a se apăra de numeroșii dușmani. În apropiere de cetate au fost descoperite urmele unei așezări, cu urme de ziduri din secolele al IX-lea și al X-lea, iar la o adâncime de 1,2–1,4 metri urme de ziduri din secolele al VII‑lea și al VIII-lea.
În secolul al XI-lea, cneazul kievean Sf. Vladimir I cel Mare (978–1015) a pus bazele unui sistem de fortificații din lemn și pământ) la frontierele de vest și sud ale statului său, pentru a proteja Rusia Kieveană de invazia mongolilor. Aici s-a realizat o fortificație de lemn, pentru a apăra frontiera de sud-vest a Rusiei Kievene, după ce aceasta ocupase teritoriile respective. Zona Hotinului a căpătat o importanță dominantă pentru partea de sud‑vest a Principatului Halici-Volînia (stat apărut după destrămarea statului kievean, datorită luptelor pentru succesiune), aflându-se pe traseul unor importante drumuri comerciale, care legau Scandinavia și Kievul cu Podolia și cu coloniile genoveze și grecești de la Marea Neagră. Rolul fortificațiilor de peste râul Nistru era de a apăra acest teritoriu de invaziile popoarelor migratoare și de raidurile nomazilor din stepe.
Fortificația a fost construită pe un teren stâncos, aflat pe un vârf care străjuiește curgerea Nistrului și valea înconjurătoare. Mai întâi era o fortificație de lemn, dar în decursul timpului ea a fost extinsă și reconstruită de multe ori, fiind dărâmată de diferiți cuceritori și ulterior refăcută.
La sfârșitul secolului al XI-lea, fortăreața aparținea Principatului Terebovlia, care în jurul anului 1140 era vasal Cnezatului de Halici și în anul 1199, cnezatului Halîci-Volînia.

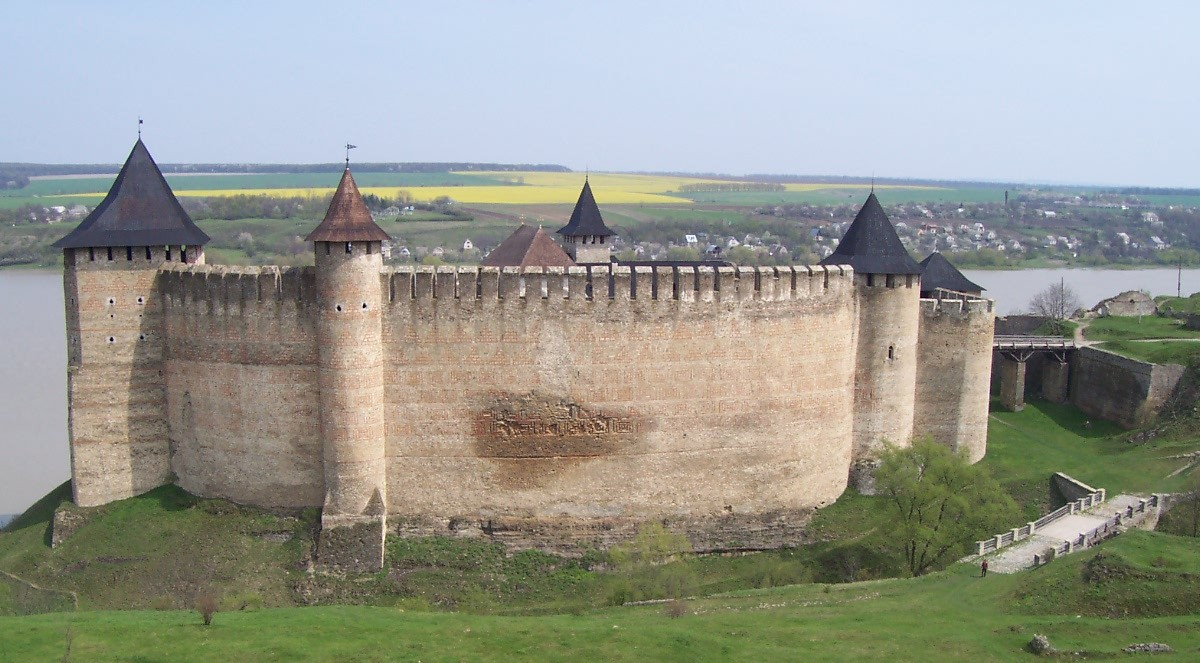
Vedere panoramică a zidurilor cetății.

### Reconstrucție și fortificare
În perioada 1250-1264, cneazul Daniel al Galiției (1201-1264) și fiul său Lev, cu toate că erau forțați să fie supuși ai Hoardei de Aur, au realizat lucrări de întărire a cetăților de pe cuprinsul statului său. Ei au înlocuit fortificațiile din bârne cu un zid de piatră cu o grosime de o jumătate de metru (care pornea din locul unde este acum Turnul de Nord și continua spre sud, unde era reședința comandantului) și au săpat un șanț cu adâncimea de 6 metri în jurul cetății. În partea de nord a cetății, au fost adăugate noi construcții cu rol de apărare.
La începutul secolului al XIV-lea, cetatea a fost controlată se pare de către poloni sau maghiari, acest lucru decurgând din ipoteza formulată încă de cronicarul Dlugosz, conform căreia cetatea ar fi fost construită de Cazimir cel Mare al Poloniei (1333-1370) .
În jurul anului 1340, cetatea a fost ocupată de voievodul moldovean Dragoș, vasal al Regatului Ungariei. După anul 1375, cetatea a devenit parte a Moldovei.
După altă sursă, fortificațiile actuale au fost construite după anul 1400 de către domnitorul moldovean, Alexandru cel Bun (1400-1432), cu ajutorul unor meșteri trimiși de cneazul Vytautas cel Mare (Witold) (1401-1430) al Lituaniei, cumnatul său, pe structura cetății anterioare, prin acoperirea acesteia cu pământ. Într-un document din 6 octombrie 1408 dat de Alexandru cel Bun negustorilor din Liov, Hotinul era menționat ca punct vamal astfel: „Iar cine va duce cai sau iepe la Camenița va da… la Hotin ce ar fi avut să dea la Cernăuți… de fiecare cal… câte doi groși” .
După moartea lui Alexandru cel Bun, ca urmare a războaielor dintre urmașii domnitorului moldovean, Hotinul a fost ocupat de către Polonia în anul 1436, domnitorul Iliaș al Moldovei (1432-1433; 1435-1443) fiind cel care a cedat cetatea polonezilor în schimbul unui ajutor din partea acestora. În anul 1455, domnitorul Petru Aron revenit pe tronul Moldovei pentru a doua oară, recâștigă cetatea, dar este nevoit să cedeze Târgul Siretului și alte localități. După o perioadă, găsim cetatea din nou în mâinile polonezilor.
Prin pacea de la 4 aprilie 1459, domnitorul moldovean Sf.Ștefan cel Mare a redobândit Cetatea Hotinului de la polonezi, după un asediu care a durat doi ani. În anul 1476, garnizoana moldovenească din cetate a rezistat cu succes asediului armatei turcești a sultanului Mehmed al II-lea.
Sf. Ștefan cel Mare a dispus extinderea considerabilă a zidurilor cetății. Au fost construite ziduri de 5-6 metri lățime și 40 metri înălțime, fiind adăugate trei turnuri și amenajată o curte interioară cu dimensiuni de 10 metri. Curtea interioară  a fost împărțită în curtea voievodală și curtea oștenilor. Au fost construite și barăci pentru oșteni, scoase la iveală de săpăturile arheologice din secolul trecut. Fortăreața, consolidată de Ștefan în cursul celei de-a doua jumătăți a secolului al XV-lea, a devenit una dintre cetățile de apărare a frontierei nordice a Moldovei medievale. În secolele al XIV-lea - al XVI-lea, Hotinul a servit ca reședință a domnitorilor Moldovei, fiind administrat de pârcălabi moldoveni. Sub Ștefan cel Mare, pârcălabul cetății a fost un unchi al voievodului, pe nume Vlaicu .
Ca urmare a poziției sale favorabile în calea unor drumuri comerciale și profitând de puternica sa cetate, Hotinul a devenit un centru meșteșugăresc și de comerț, contribuind la dezvoltarea culturală și economică a târgului. Aici avea loc unul din cele mai mari iarmarocuri din Pricipatul Moldovei, la care veneau negustori din diverse țări aflate în vestul și estul Europei. Iarmarocul de la Hotin contribuia anul cu circa 10.000 monede din aur la Visteria Moldovei.
În vara anului 1538, cetatea a fost capturată de către armatele Uniunii Polono-Lituaniene aflate sub conducerea Marelui Hatman Jan Tarnowski, după un asediu. Trupele poloneze au distrus trei turnuri și o parte din zidul de vest, aruncându-le în aer. Turnurile și zidul distruse au fost reconstruite între anii 1540-1544 de domnitorul moldovean Petru Rareș (1527-1538, 1541-1546). Punct strategic de prim ordin, cetatea a servit deseori de adăpost boierilor răsculați și domnitorilor răsturnați din scaun.
Odată cu decăderea Principatului Moldovei, atât orașul, cât și cetatea au trecut sub protecția turcilor, dar localnicii s-au răsculat de mai multe ori împotriva opresorilor. Sosit pe tron cu ajutor polonez în anul 1561, Ioan Iacob Heraclid i-a recompensat pe sprijinitori (Albert Laski) cedându-le Cetatea Hotinului prietenului.
În anul 1563, legendarul Dmitro Vîșnevețki (Baida) cu 500 cazaci zaporojeni (de pe Nistru) a ocupat cetatea și a început negocierile cu pârcălabul moldovean privind o acțiune comună împotriva turcilor. O parte dintre boierii moldoveni au trădat, oastea cazacilor fiind învinsă, iar Dmitro Vișnievețki a fost dus și ucis la Constantinopol. Revenit pentru a doua oară pe tronul Moldovei, Alexandru Lăpușneanu (1552-1561, 1564-1568) a redobândit cetatea, apelând la ajutorul turcilor. Dar revenirea la tron a lui Lăpușneanu este un caz excepțional, precum scrie Grigore Ureche: ,,Alixandru-vodă vrându să între în voia turcilor, precum să făgăduisă înaintea împăratului că va răsipi toate citățile din țara Moldovei, numai să-i dea domniia, văzându împăratul atâta amestecături ce să făcea în țară, gândi ca să slăbască țara din temelie, să nu să afle apărături și lăsă cuvântu că cine va răsipi cetățile din țara Moldovei, aceluia va da domnia. Deci Alixandru-vodă făcându pre cuvântul împăratului, umplându toate cetățile de lemne, le-au aprinsu de au arsu și s-au răsipit, numai Hotinul l-au lăsat, ca să fie apărătură dispre Ieași".(Letopisețul Țării Moldovei, Chișinău 1990, p. 99). În cetate funcționa pe atunci un punct vamal, pe aici trecând boi, piei de cornute, porci, vase cu vin spre a fi valorificate în străinătate.
Noul domnitor, Bogdan Lăpușneanu (1568-1572), obișnuia să stea mai mult la Hotin, el reușind să stăpânească cetatea cu ajutor polonez chiar și după mazilirea sa la începutul lui ianuarie 1572. La data de 15 aprilie 1572, Bogdan Lăpușneanu emite un act în Cetatea Hotinului, în care se autointitula domn al Moldovei și încredința cetatea unei garnizoane poloneze comandată de Martin Dobrosolovski, pentru o perioadă de trei luni, la expirarea căreia acesta era liber să predea cetatea moldovenilor . Plecat pe la curțile regale ale Europei în speranța că va fi sprijinit pentru a-și redobândi coroana, fostul domnitor promite să ofere Suceava, Hotinul și Soroca pentru a fi sprijinit în acest demers. După trei luni, în iulie 1572, Dobrosolovski primește proruncă de la Dieta Poloneză să predea cetatea moldovenilor, pentru ca Polonia să aibă liniște la hotare în perioada alegerii noului rege, de după moartea regelui Sigismund al II-lea.
În perioada domniei lui Ioan Vodă cel Viteaz (1572-1574), cetatea este cârmuită de Cozma Murgul și Ioan Caraghiuzel, apoi, în timpul războiului cu turcii din vara anului 1574, de Lupe Huru, socrul domnului. În cetate erau adăpostite Marica, fiica lui Huru și soția lui Ion vodă, împreună cu câteva familii de boieri și averile lor.
La sfârșitul secolului al XVI-lea, Moldova devenise un principat tributar Imperiului Otoman. În acea perioadă, Imperiul Otoman a extins fortăreața.

### Sub ocupația mai multor state

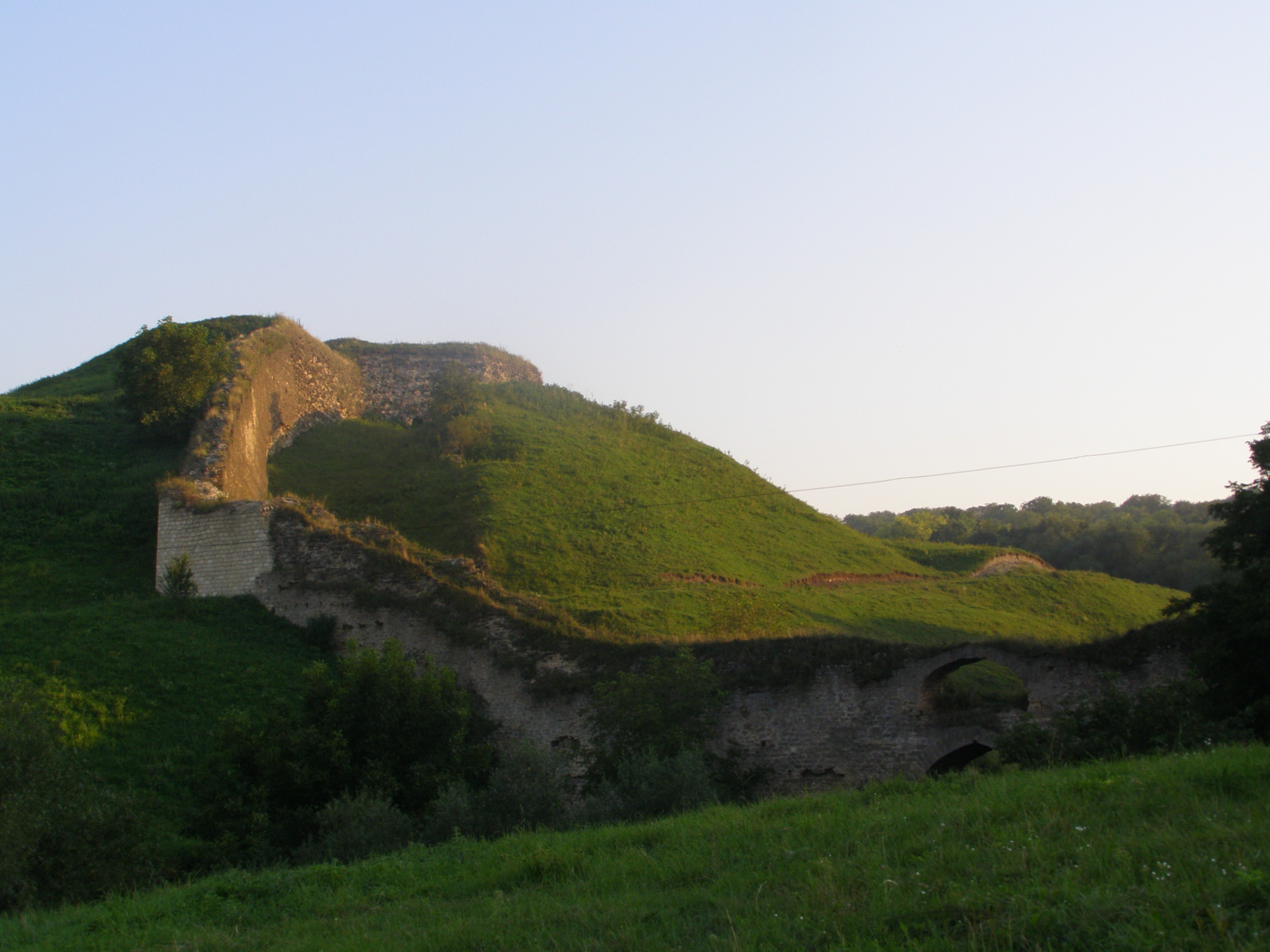
Fortificații otomane din secolul al XVIII-lea

După înfrângerea sa în Bătălia de la Bacău din mai 1600 de către domnitorul muntean Mihai Viteazul, care a realizat astfel Unirea țărilor române, fostul voievod Ieremia Movilă s-a refugiat în Cetatea Hotinului, împreună cu familia sa (fostul domnitor Simion Movilă, tatăl lui Petru Movilă), cu un grup de boieri credincioși și cu fostul voievod transilvănean, Sigismund Bathory, beneficind de protecția polonezilor . Miron Costin scria de acest caz: ,, ... nu s-au destulit Mihai-vodă, cu atâta ce îndată, fără nimică zăbavă au tras oștile sale asupra lui Ieremii-vodă, spre Suceavă, cu mare sirguială. La grabă ca acéie, neavându nimică pas, nice vreme de gătire Ieremiia-vodă, numai ce i-au cătatu a lăsa Suceava și a năzui spre Hotin... Cetatea Hotinului grijisă bine Ieremie-vodă cu slujitori de ai săi némți ce avea, iară el singur au trecut la leși pentru agiutoriu". (Letopisețul Țării Moldovei, Chișinău, p. 141, 142).  Ei au purtat o luptă împotriva forțelor armate ale Moldovei și Valahiei conduse de Mihai Viteazul, care au încercat să-i captureze, iar apoi s-au refugiat în Polonia.
Pe măsură ce importanța statului moldovean s-a redus ca urmare a luptelor cu Regatul Poloniei și cu Imperiul Otoman, ultima a obținut controlul asupra acestui punct strategic de graniță. Ca urmare, istoria ulterioară a Hotinului a fost dominată de luptele dintre puterile creștine dornice de expansiune (mai întâi Polonia, apoi Rusia) și Imperiul Otoman.
În anul 1615, trupele Uniunii Polono-Lituaniene au ocupat din nou Hotinul.
În perioada septembrie - octombrie 1621, oastea moldovenească (formată din 5.000 răzeși) și armata Uniunii Polono-Lituaniene, aflată sub comanda hatmanilor Jan Karol Chodkiewicz (cu 35.000 soldați) și Petro Sahaidacinîi (cu 25.000 cazaci) și a lui Iațko Borodavka (cu 15.000 soldați) au ținut piept cu succes armatei otomane a sultanului Osman al II-lea (estimate la 100.000 ostași), în Bătălia de la Hotin. Miron Costin descrie pe larg această bătălie infernă ce părea să nu mai aibă sfârșit, de la care citim: ,, ... fiindu cetatea Hotinului din dzilele lui Gașpar-vodă pe sama leșilor... întrându Liubomirschi în țară, păn a să apropia oștile turcești, au prădatu țara, pănă în Iași, ieșindu și lăsându și Alexandru-vodă Ieșii cu fuga la Romanu. Și au arsu leșii și Ieșii, și din prada țărâi au strânsu hrană, care apoi au ținut pre leși toată vremea, cât au fostu la Hotinu... Nu știu ce vină or hi dat bieților târgoveți de Hotin, a o samă ce au fostu mai fruntea, de i-au înpensu din cetate de pe zid făr'de nici o milă leșii. ... și sângele bieților oșteni mai multu să vărsa din îmbe părțile între dânșii în toate dzile și în tot ceasul. ... Slăbise léșii de hrană, și de desimea mare de trupuri... că nu mai biruia a căra trupurile în Nistru. Deci să scornise boale între oșteni, și mai vârtos muriia caii...". (Letopisețul Țării Moldovei, Chișinău, p. 160, 162, 163). La 8 octombrie 1621, s-a semnat un tratat de pace la Hotin, oprindu-se înaintarea otomanilor în Polonia și confirmându-se granița polono-otomană pe râul Nistru (aceasta fiind de fapt granița Principatului Moldovei) .
După tratatul de pace de la Hotin, cetatea a revenit Moldovei, dar în fapt a rămas sub control turcesc. Marele cronicar descrie și starea jalnică de după război a cetății: ,,... Alexandru-vodă... viindu la Hotin împărăția, n-au aflat nemică grijit, nice poduri, nice conace, și țara aflându-să fugită și stricată de leși, s-au scârbitu pre Alexandru-vodă...". (Letopisețul Țării Moldovei, Chișinău, p. 165). Pentru a controla frontiera cu teritoriile aflate sub suzeranitatea Imperiului Otoman, Polonia a întărit Cetatea Camenița, aflată pe celălalt mal al Nistrului. O unitate de ieniceri și-a stabilit garnizoana în cetate începând din anul 1632, staționând acolo împreună cu oastea moldoveană.
Cetatea Hotinului a fost eliberată din mâinile turcilor de mai multe ori în acest secol de către cazacii zaporojeni. În perioada 1648-1653, cazacii organizați în detașamente de câte o sută (sotnii), reunite în pâlcuri, conduse de hatmani, au dus lupte împotriva polonilor pentru a ieși sub dominația acestora. S-au purtat lupte între zaporojeni și poloni, inclusiv în zona Hotinului. Conducătorul cazacilor, hatmanul Bogdan Hmelnițchi a ocupat cetatea în primăvara anului 1650, pentru o scrută perioadă. Nereușind să-i înfrângă decisiv pe polonezi, Bogdan Hmelnițchi a acceptat în ianuarie 1654, la Pereiaslav, "supușenia Pastei zaporojene țarului rus, cu drepturi de largă autonomie", cum scrie în manualul de Istorie a Ucrainei, ediția 1996. Odată cu moartea lui Hmennițchi (în 1657), Rusia și Polonia au împărțit teritoriile ucrainene până la dispariția ca stat a Poloniei în perioada 1793‑1795, când toate teritoriile ucrainene au fost ocupate de Imperiul Țarist.
În anul 1653, o garnizoană turcească din Hotin a luptat alături de armatele Principatului Moldovei în bătălia de la Jvanieț. În noiembrie 1673, oștile polono‑lituaniene, conduse de hatmanul Ioan Sobieski (viitorul rege al Poloniei în perioada 1674-1696), împreună cu o oaste de cazaci au luptat împotriva a 40.000 de turci, care apărau cetatea. Cetatea Hotinului a fost pierdută de către turci, fiind ocupată de o armată de poloni și cazaci . Deși inițial de partea turcilor, domnitorii Ștefan Petriceicu al Moldovei și Grigore I Ghica al Țării Românești au trecut de partea polonezilor, sprijinindu-i în luptă . Iar de bătălia descrisă de Ion Neculce citim: ,,Și începând războiu, merge turcii cu năvală asupra polcurilor leșești, iar leșii încet pășind sprijenie năvala turcilor. Și stând leșii vitejaște, s-au și închinat Petriceico-vodă și cu Grigorii-vodă împreună cu oștile lor leși și s-au amestecat cu leșii și au și început cu toții asupra turcilor... cât n-au mai putut să să mai îndrepte turcii. Și au și purces în răsipă. Unii au apucat pre pod, ce era pre Nistru supt cetatea Hotinului, alții pin Nistru da, de să îneca, alții pre supt cetate de stâncă da, de să zdrobie. Și podul încă s-au rumptu de năvala turcilor la mijlocul Nistrului, de s-au înecat mulțime de turci".(Letopisețul Țării Moldovei, Chișinău 1990, p. 289).

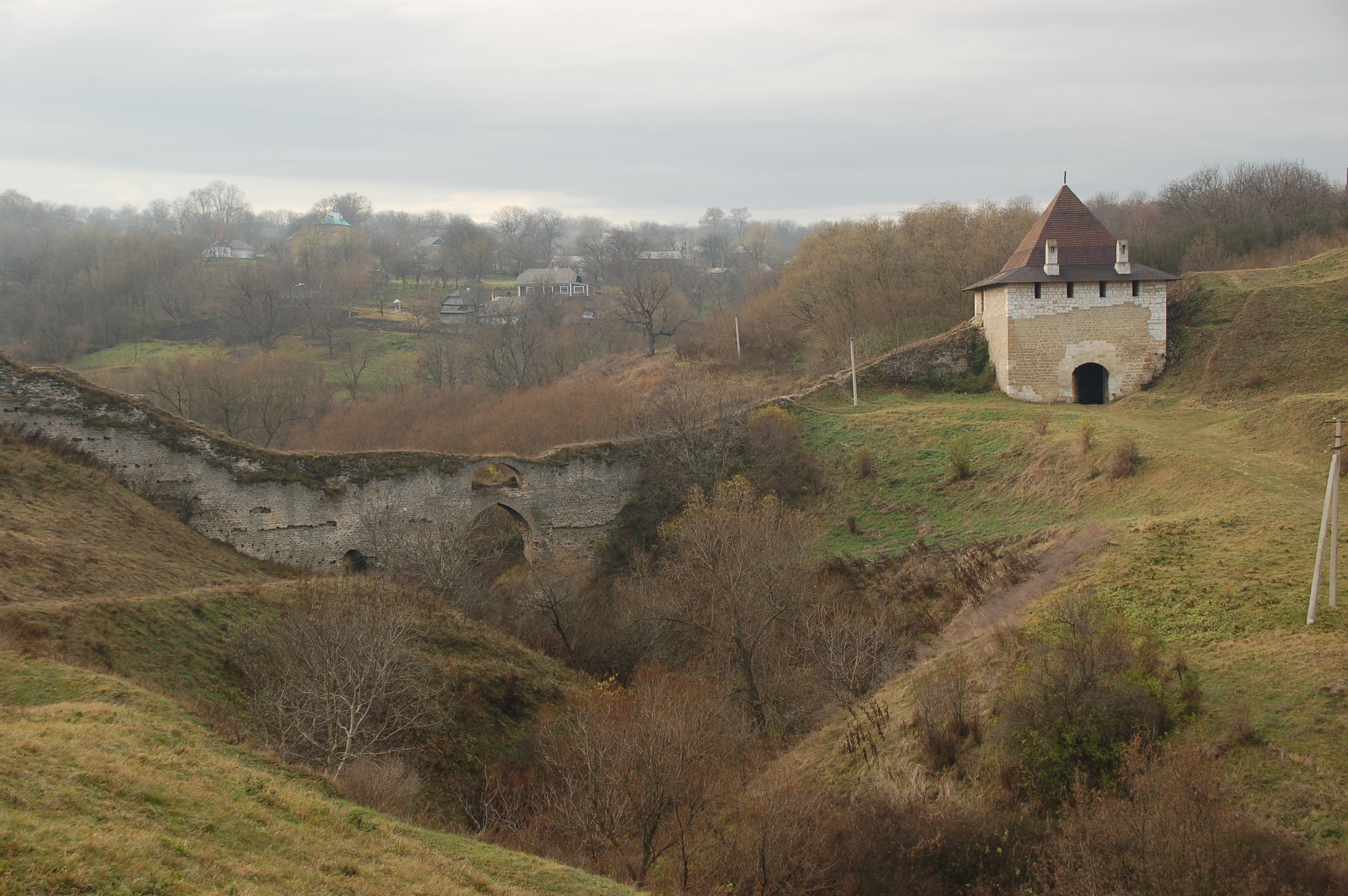
Aceleași fortificații otomane

Ca urmare a celor decise prin Tratatul de la Karlowitz din 1699, Cetatea Hotinului a fost transferată de la Uniunea polono-lituaniană la Principatul Moldovei , Poloniei revenindu-i Podolia. Imperiul Otoman a ocupat în cele din urmă cetatea, anexând-o de la statul moldovean după Marele Război al Nordului. În anul 1713, serascherul Abdi Pașa trecând cu oastea pentru a-l ajuta pe fostul rege al Poloniei, Stanisław Leszczyński, să-și recapete tronul, ocupă cetatea Hotinului . În anul 1715, Hotinul este transformat în raia turcească în cadrul Imperiului Otoman, menținându-și acest statut până în 1812. După instalarea turcilor în cetate, ei au adus ingineri francezi care au reconstruit și lărgit cetatea, construind un al doilea brâu de ziduri, fortificația bastionară modernă, precum și băi turcești și o moschee. Turcii au folosit cetatea pe post de garnizoană a trupelor.
O altă putere, Imperiul Țarist, a revendicat regiunea pentru ea în secolul al XVIII-lea. Rușii au asediat și cucerit cetatea în patru ocazii. În anul 1739, după ce rușii i-au înfrânt pe turci în Bătălia de la Stăuceni, luptând alături de ucraineni, moldoveni și georgieni, au asediat Cetatea Hotinului. Comandantul armatelor turcești, Iliaș Colceag, a predat cetatea în mâinile comandantului rus, Burkhard Christoph von Munnich, om și evenement despre care Ion Neculce scrie cuvinte cutremurătoare: ,, ... și Meneh au trecut Nistrul în cee parte cu oastea toată. Numai ce au lăsatu un ghenăral în Hotin, anumi Levendalu, cu 3000 de oaste. Și pusesă Minih de făcusă tot gauri pe supt cetatea Hotinul, apoi lagumuri, să-l spargă, dar apoi nu l-au spartu. Și atunce, la purcesul lui Mineh,  triimis-au de au robitu toț oamenii den ținutul Hotinului și di pe marginea Cernăuțului... Și împărțe pre oameni ca pre dobitoaci... Și era vreme de iarnă. Bogate lacrămi era, cât s-audze glasul la cer".(Letopisețul Țării Moldovei, Chișinău 1990, p. 466).
În perioada 1769-1812, rușii au atacat din nou fortăreața, ocupând-o în trei rânduri: în 1769 de prințul Alexander Galitzine, în 1788 de prințul Josias de Coburg și de Ivan Saltîkov și în 1807 de Ivan Michelson.
Prin Tratatul de pace de la București, semnat pe 16/28 mai 1812, între Imperiul Rus și Imperiul Otoman, la încheierea războiului ruso-turc din 1806 – 1812, Rusia a ocupat teritoriul de est al Moldovei dintre Prut și Nistru, pe care l-a alăturat Ținutului Hotin și Basarabiei/Bugeacului luate de la Turci, denumind ansamblul Basarabia (în 1813) și transformându-l într-o gubernie împărțită în zece ținuturi (Hotin, Soroca, Bălți, Orhei, Lăpușna, Tighina, Cahul, Bolgrad, Chilia și Cetatea Albă, capitala guberniei fiind stabilită la Chișinău). Odată cu retragerea otomanilor din Hotin, ei au distrus o parte din cetate, ea fiind refăcută ulterior.
În anul 1826, a fost realizată o stemă a orașului. În 1832, s-a construit o biserică cu hramul "Sf. Aleksandr Nevski" în incinta cetății. În anul 1856, guvernul rus a abrogat statutul de zonă militară a Cetății Hotinului.

### Cetatea în secolul al XX-lea

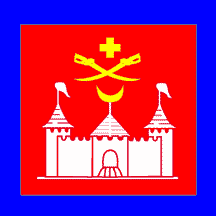
Cetatea Hotinului este reprezentată pe steagul orașului Hotin.

Primul Război Mondial și Războiul Civil Rus au reprezentat o grea încercare pentru locuitorii Hotinului. În anul 1918, Hotinul a fost ocupat de 5 state: Rusia, Ucraina, Republica Democratică Moldovenească, Austro-Ungaria și România.
Odată cu colapsul Imperiului Rus, Basarabia s-a proclamat independentă de Rusia în anul 1917 și s-a unit cu România la 27 martie/9 aprilie 1918. La 10 noiembrie 1918, trupele Armatei Române au intrat în Hotin.
În ianuarie 1919, trupele rusești bolșevizate care se retrăgeau în dezordine de pe front, dezertând în masă, la care s-au raliat unii locuitori ucraineni ai regiunii care doreau să se înființeze un stat ucrainean, precum și anarhiștii lui Nestor Mahno au pătruns în Hotin și au ocupat orașul timp de câteva săptămâni. Literatura ucraineană denumește aceste evenimente Răscoala de la Hotin  și pune accentul pe dorința locuitorilor ucraineni de a înființa aici un stat ucrainean, spunând că răscoala a fost exploatată de unii agitatori bolșevici.
Ca urmare a revoltei, puterea a fost preluată de un Directorat condus de I. Voloșenko-Mardariev la Hotin și în peste o sută de sate . Directoratul a trecut și la eliberarea altor zone, iar Armata Română s-a văzut nevoită să intervină pentru a restabili ordinea și a-i alunga pe bolșevici. Timp de 10 zile (23 ianuarie - 1 februarie 1919) s-au dat lupte între răsculați și trupele regale (române), trupele române reocupând Hotinul la 1 februarie 1919, iar bolșevicii au fost capturați, judecați și închiși (fiind apărați de către socialistul francez Henri Barbusse, care a dus o campanie publică pentru eliberarea lor). În prezent, ucrainenii susțin că s-au efectuat represalii contra localnicilor ucraineni care sprijiniseră revolta, iar după ce Răscoala de la Hotin a fost înăbușită de Armata Română, România a implementat politici pro-naționaliste de re-românizare a teritoriului .
După primul război mondial, orașul Hotin a făcut parte din componența României, ca localitate de reședință a județului Hotin. Acest oraș a fost cel mai nordic oraș al României Mari, fiind situat la 283 km de Chișinău și la 554 km de București. Era oraș de graniță, populația sa sporind în acea perioadă prin sosirea mai multor emigranți de peste Nistru.
Ca urmare a Pactului Ribbentrop-Molotov (1939), Basarabia, Bucovina de Nord și Ținutul Herța au fost anexate de către URSS la 28 iunie 1940. După ce Basarabia a fost ocupată de sovietici, Stalin a dezmembrat-o în trei părți. Astfel, la 2 august 1940, a fost înființată RSS Moldovenească, iar părțile de sud (județele românești Cetatea Albă și Ismail) și de nord (județul Hotin) ale Basarabiei, precum și nordul Bucovinei și Ținutul Herța au fost alipite RSS Ucrainene. La 7 august 1940, a fost creată regiunea Cernăuți, prin alipirea părții de nord a Bucovinei cu Ținutul Herța și cu cea mai mare parte a județului Hotin din Basarabia .
În perioada iulie 1941 - martie 1944, toate teritoriile anexate anterior de URSS au reintrat în componența României. Apoi, cele trei teritorii au fost reocupate de către URSS în anul 1944 și integrate în componența RSS Ucrainene, conform organizării teritoriale făcute de Stalin după anexarea din 1940, când Basarabia a fost ruptă în trei părți. Cetatea Hotinului a fost restaurată de către sovietici în perioada 1975-1980.
Începând din anul 1991, orașul Hotin face parte din raionul Hotin al regiunii Cernăuți din cadrul Ucrainei independente, fiind centru administrativ raional.

### Prezent
Astăzi, Hotinul este unul dintre cele mai mari orașe din regiunea Cernăuți, un important centru industrial, turistic și cultural al provinciei istorice Bucovina. În septembrie 1991, în timpul celebrării a 370 ani de la Bătălia de la Hotin, s-a inaugurat un monument în onoarea hatmanului ucrainean Petro Sahaidacinîi, realizat de sculptorul I. Hamal' (І. Гамаль) .
Luând în considerare bogatele tradiții istorice ale orașului, în anul 2000, Guvernul Ucrainei a înființat Rezervația istorico-arhitecturală "Cetatea Hotinului" (Khotynska Fortetsia) . În septembrie 2002, orașul vechi a sărbătorit 1000 ani de la atestarea sa documentară .

## Descriere
Cetatea Hotinului are un plan neregulat, aproximativ trapezoidal, cu latura de vest arcuită. Dimensiunile cetății sunt de 145 X 60 metri, având o suprafață de 870 metri pătrați. Cetatea este înconjurată de un șanț de apărare peste care se trece pe un pod.

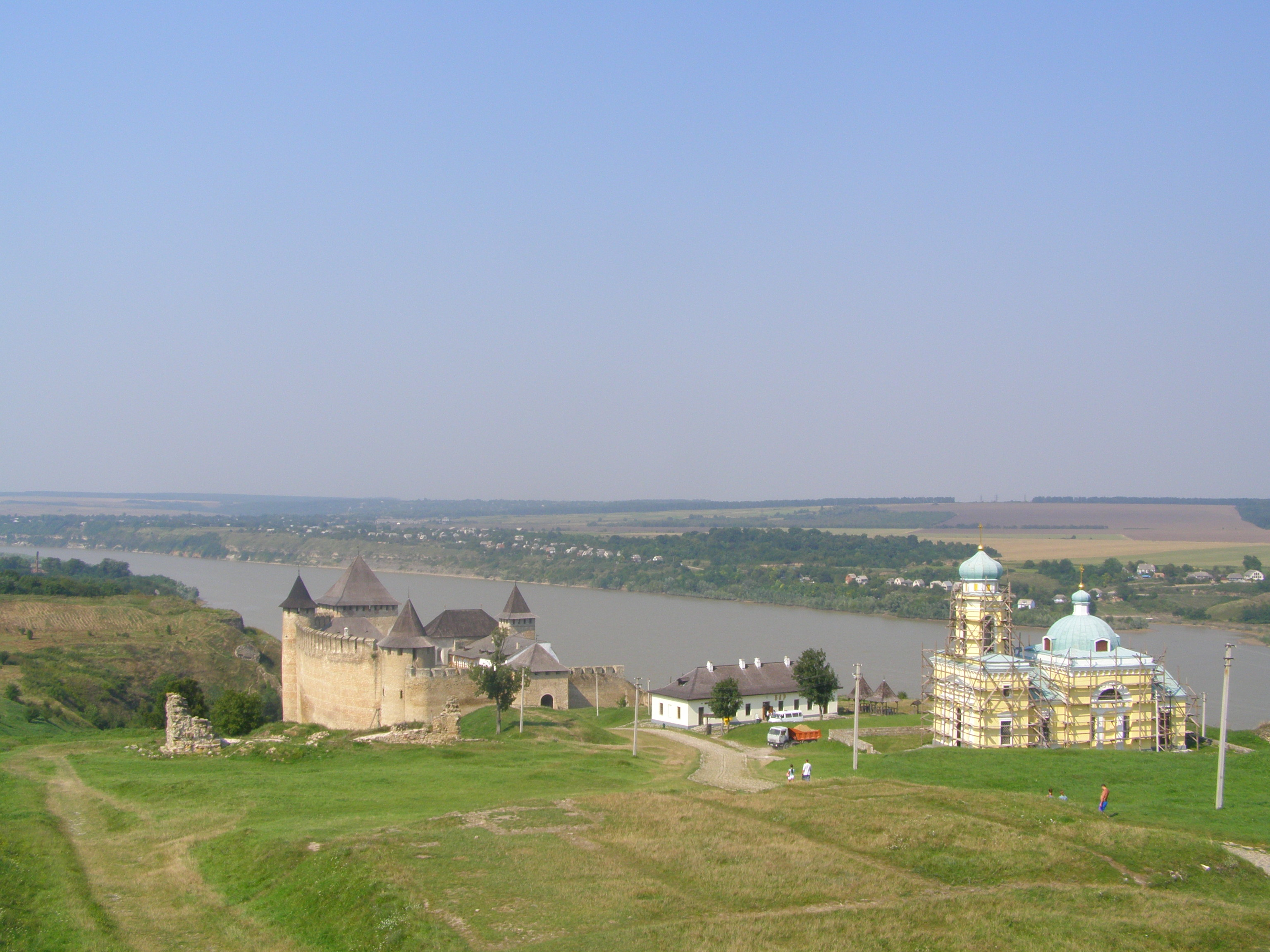
Cetatea și Biserica Sf. Aleksandr Nevski

Cetatea este construită din bolovani de carieră nefasonați dispuși în asize regulate. În structura de piatră formată din bolovani, au fost introduse cărămizi de culoare roșie, împodobind brâiele ornamentale ale cetății și construcțiile interioare cu motive geometrice roșii .
Cetatea are cinci turnuri acoperite cu șindrilă, dintre care trei - turnul poartă (turn rectangular situat la sud și la care se ajunge pe un pod pe piloni, de felul celui de la Cetatea Neamț sau de la Cetatea de Scaun a Sucevei) și două turnuri cilindrice - sunt ridicate de Ștefan cel Mare, iar celelalte două turnuri de formă rectangulară (turnul masiv din partea de nord, despre care se presupune că ar fi fost vechiul donjon al cetății și turnul din partea de est) sunt refolosite, fiind anterioare. Cele mai înalte turnuri ating o înălțime de 25 metri.
Cele mai groase ziduri sunt cele din partea de vest, cele din partea dinspre Nistru fiind mai subțiri. Pe unele porțiuni, zidurile sunt străpunse de metereze, mai puțin în partea dinspre râul Nistru.
În interiorul cetății se află diverse construcții, dintre care menționăm:
- un paraclis cu hramul Adormirii Maicii Domnului - aflat pe latura de est, având plan de navă, boltit în semicilindru, cu un  pridvor deschis, cu ancadramente gotice cu rozete, cu ferestre gotice și contraforturi și o ușă masivă de lemn, cu portal gotic. Pictura paraclisului a fost executată în vremea lui Petru Rareș. În anul 1493, Ștefan cel Mare a dăruit "întru ruga sieși, în biserica cetății Hotinului", tetraevanghelul scris de diaconul Teodor Marișescul, carte cu ferecături de argint și împodobită cu miniaturi și caligrafii de mână.
- o reședință princiară (palatul domnesc) - cu două etaje înalte, beciuri adânci și toată fațada decorată în cărămidă
- o cazarmă
- o fântână

Din secolul al XVIII-lea datează o fortificație turcească bastionară, care înconjoară cetatea lui Ștefan cel Mare pe toate laturile. Fortificația are trei turnuri - două turnuri poartă, la sud și la vest și un turn în apropierea turnului de nord-vest al incintei ștefaniene, pe malul Nistrului - și șase bastioane de artilerie. În incinta fortificației se află Biserica rusească Sf. Alexandru Nevski (construită în 1832) și ruinele unei geamii turcești (la sud).

## Cetatea Hotin în cultură

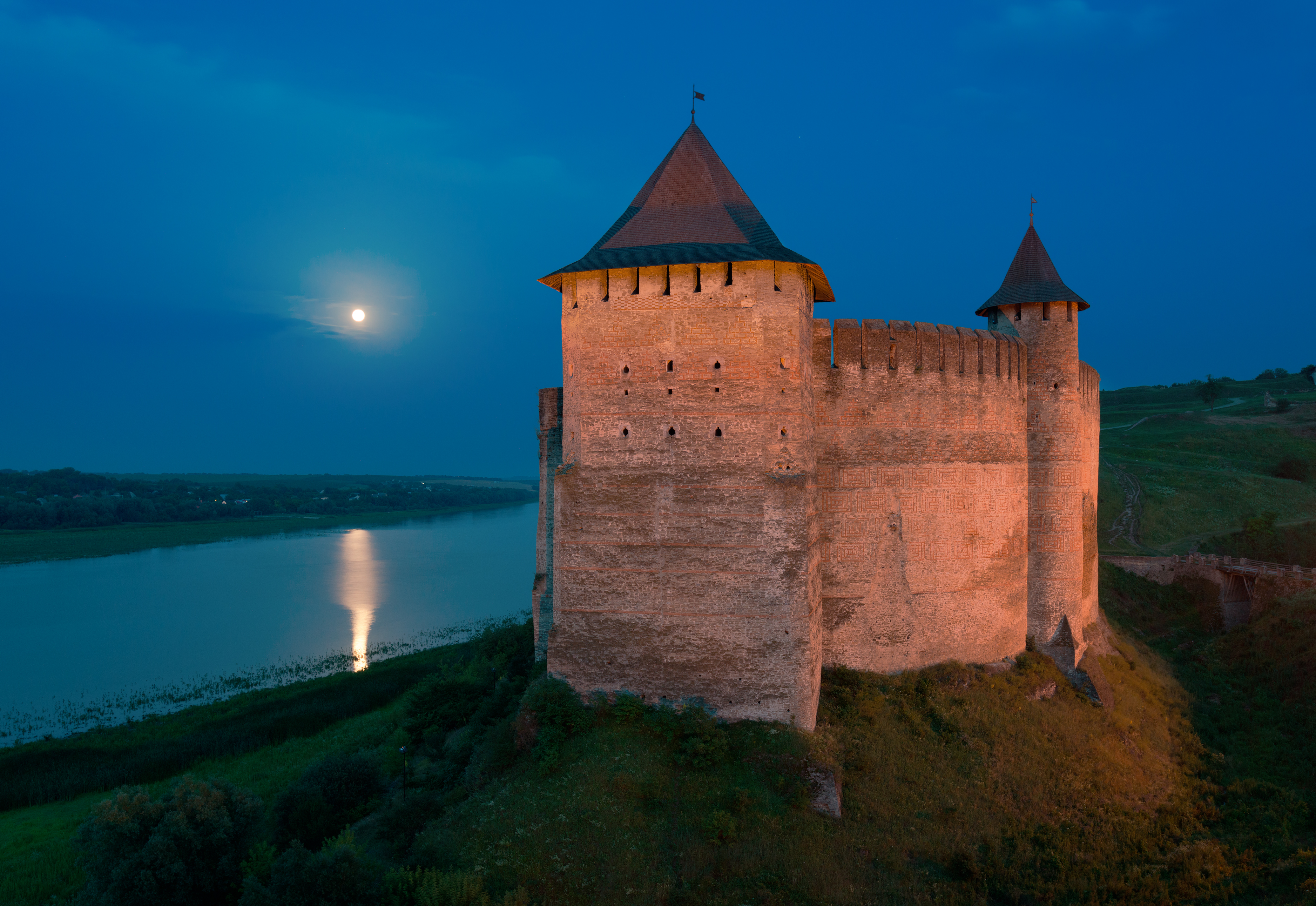

### În literatură
Cetatea Hotin a fost descrisă în mai multe opere literare care relatează anumite episoade istorice sau descriu această zonă.
În lucrarea sa monografică, Descriptio Moldaviae, scrisă în limba latină în perioada 1714-1716, omul de cultură Dimitrie Cantemir a descris astfel Cetatea Hotin:
„Aici se află Hocin sau Hotin, o cetate pe Nistru, față în față cu Camenița. Se numără printre cele mai mari cetăți ale Moldovei. Înainte vreme era întărită spre apus cu ziduri foarte înalte și cu șanțuri adânci, iar în partea dinspre răsărit era întărită pe malul abrupt al Nistrului și de stânci ascuțite, dar în războiul din urmă cu rușii, turcii au luat cetatea în 1712, i-au dărâmat zidurile cele vechi dintr-o parte, iar în cealaltă parte au împrejmuit-o cu lucrări de întărire noi și au lărgit-o mai mult de jumătate, încât azi i se poate spune pe bună dreptate cea mai frumoasă și cea mai tare dintre cetățile Moldovei. 
 Pe când se afla încă în stăpânirea voievodului Moldovei, cârmuirea acesteia era în seama unui oblăduitor pus anume; acu, când se află sub puterea turcească, este cârmuită de un pașă turcesc, lucru ce este potrivit tractatelor și învoielilor cu leșii, în care se arată lămurit că în cetățile Moldovei nu va putea fi așezată oaste turcească.”—Dimitrie Cantemir
Istoricul Nicolae Iorga a descris-o și el în cartea sa, "Neamul românesc în Basarabia", astfel:
„Meșteri din Podolia sau italieni au lucrat Hotinul cel nou, pe la 1400. Ei au făcut din piatra bine potrivită și amestecată cu linii de căramidă, pentru podoabă, un masiv rotund de zidărie strașnică, ce se ridică drept pe malul Nistrului puternic. Turnuri se umflă pe la colțuri, tot așa de uriaș plănuite și aduse la îndeplinire. În centru se făcură încăperi de rugăciune și locuință, și printre năruiturile de acum, printre multele schimbări, care au pierdut astăzi mai orice înfățișare, rămâi uimit când vezi semnele deosebitoare ale arhitecturii din veacul al XV-lea al Moldovei. Casele acestea care au fost spoite cu roșu pentru haremul vreunui pașă, au ferești de piatră albă, în arcuri sfărâmate, și o ușe de biserică în care se taie trei rânduri de linii împodobite, ca la ușa bisericii din Scânteie, clădită de Ștefan cel Mare. Colo sus, pe zidul acela măreț, ferești mai mici au ciubuce de piatră săpată, care se taie în unghiuri drepte, și se vede chiar prin spărturi o poartă de șapte – opt arce în cadrele ei îndrăsnețe, cari e desigur, cea mai frumoasă din toate vechile clădiri românești. Ea e sfărâmată în parte, drumul la dânsa s-a rupt, și ar trebui să te cațeri prin bolovanii risipiți ca s-o vezi mai bine.”—Nicolae Iorga

### În cinematografie

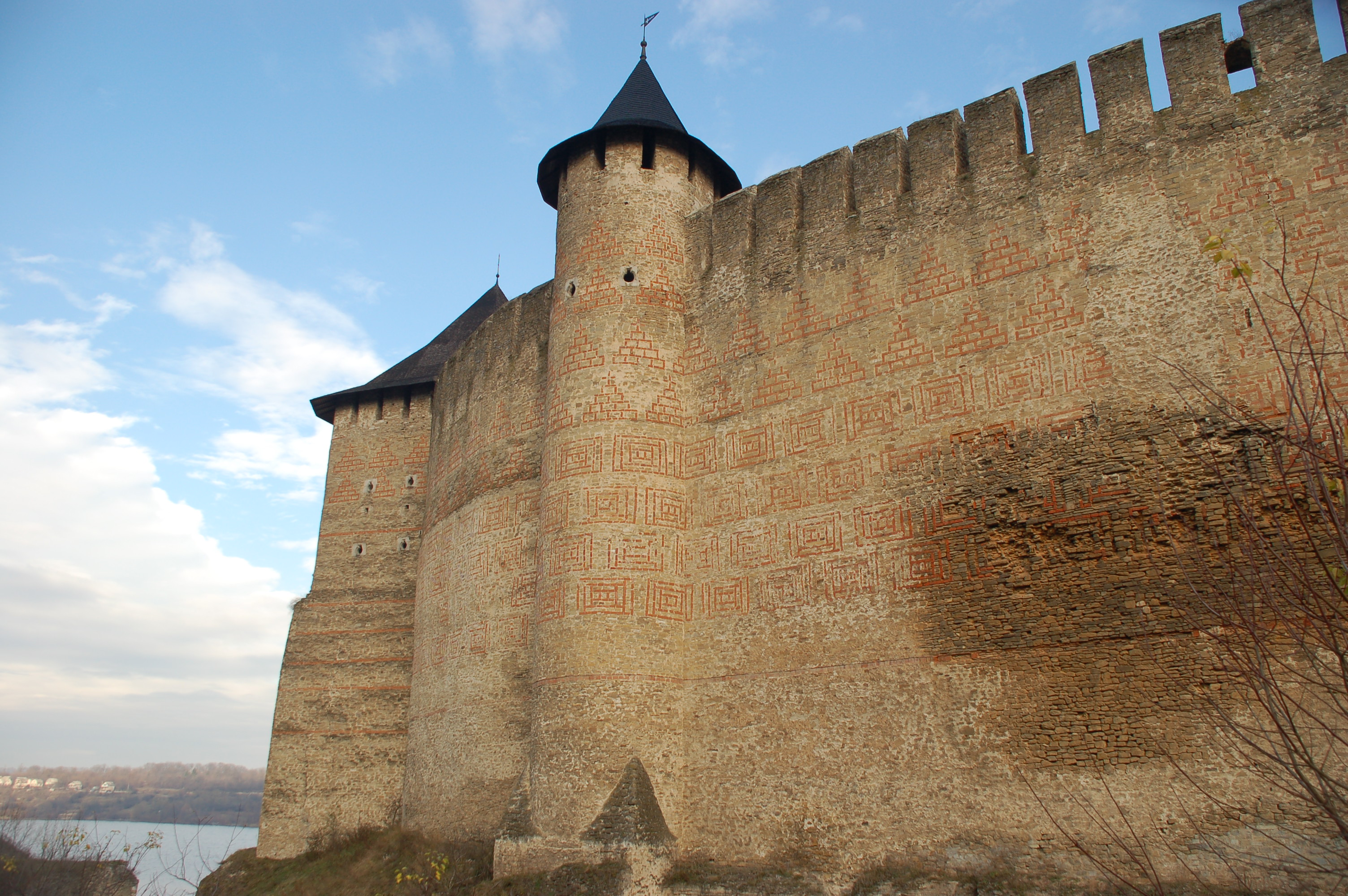
Vedere de aproape a petei negre de pe zidul cetății

Cetatea Hotinului a fost adesea folosită ca decor de desfășurare a filmărilor pentru mai multe producții cinematografice de capă și spadă. A reprezentat diferite castele franțuzești și englezești, locuri istorice și fortificații. Cetatea Hotinului a fost locul de filmare al multor filme rusești celebre: Vipera (1965), Zahar Berkut (1971), Săgeata lui Robin Hood (1976), D'Artagnan și cei trei muschetari (1978), Balada cavalerului Ivanhoe (1983), Săgeata neagră (1985) și Cetatea veche. Recent, aici s-au turnat secvențe din filmul rus Taras Bulba (2009), inspirat din romanul cu același nume al lui Nikolai Gogol.
De asemenea, există multe legende cu privire la fortăreață, create în sute de ani de existență a acesteia. Unele legende populare se referă la originile marii petre negre de pe zidul cetății. O legendă spune că pata a fost creată de lacrimile ostașilor din castel care au luptat împotriva otomanilor și care au fost uciși de turci în interiorul fortăreței. O altă legendă spune că pata a fost creată din lacrimile unei fete cu numele de Oksana, pe care turcii au îngropat-o de vie în zidurile cetății.

## Imagini

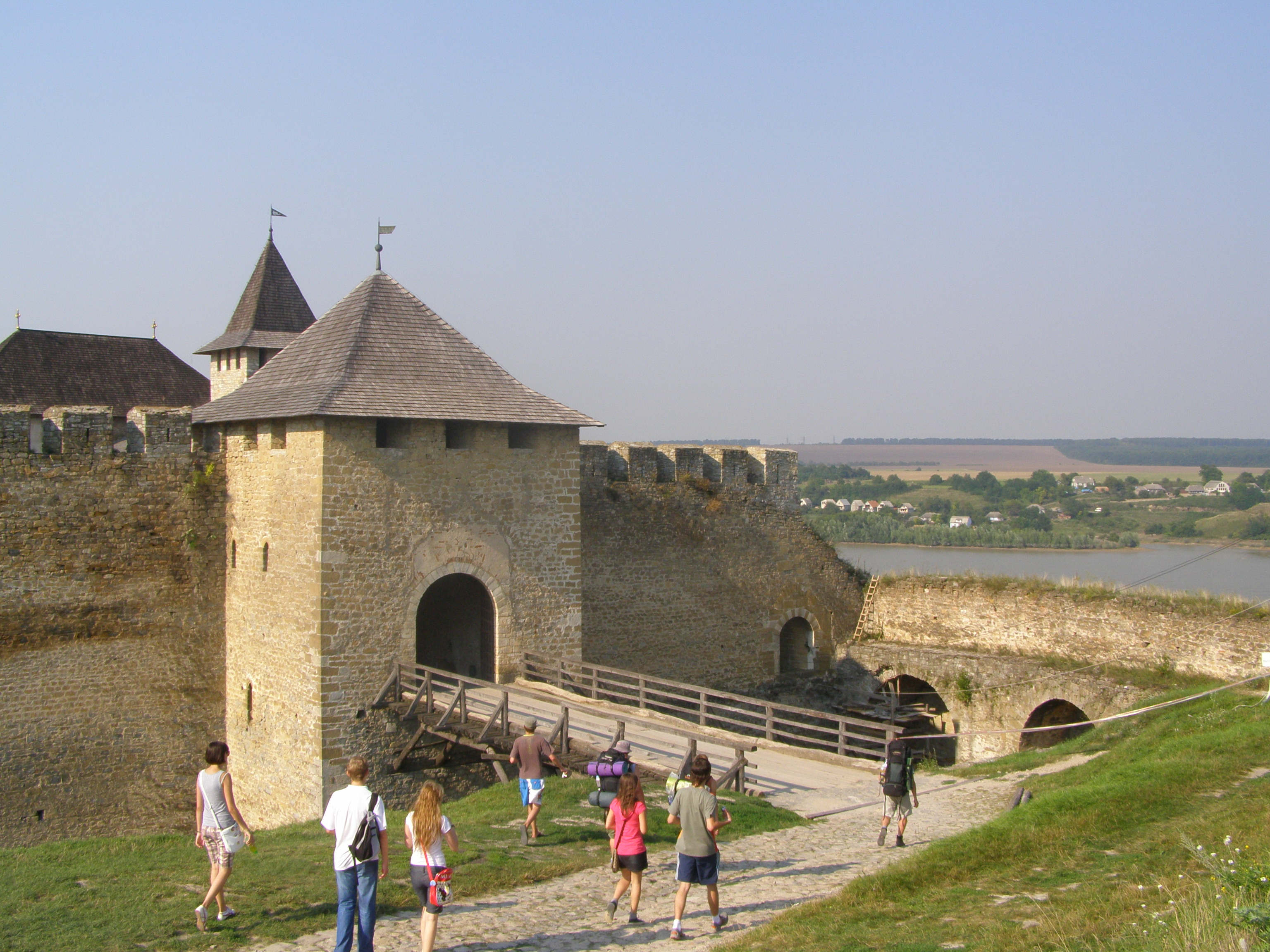
Intrarea în cetate
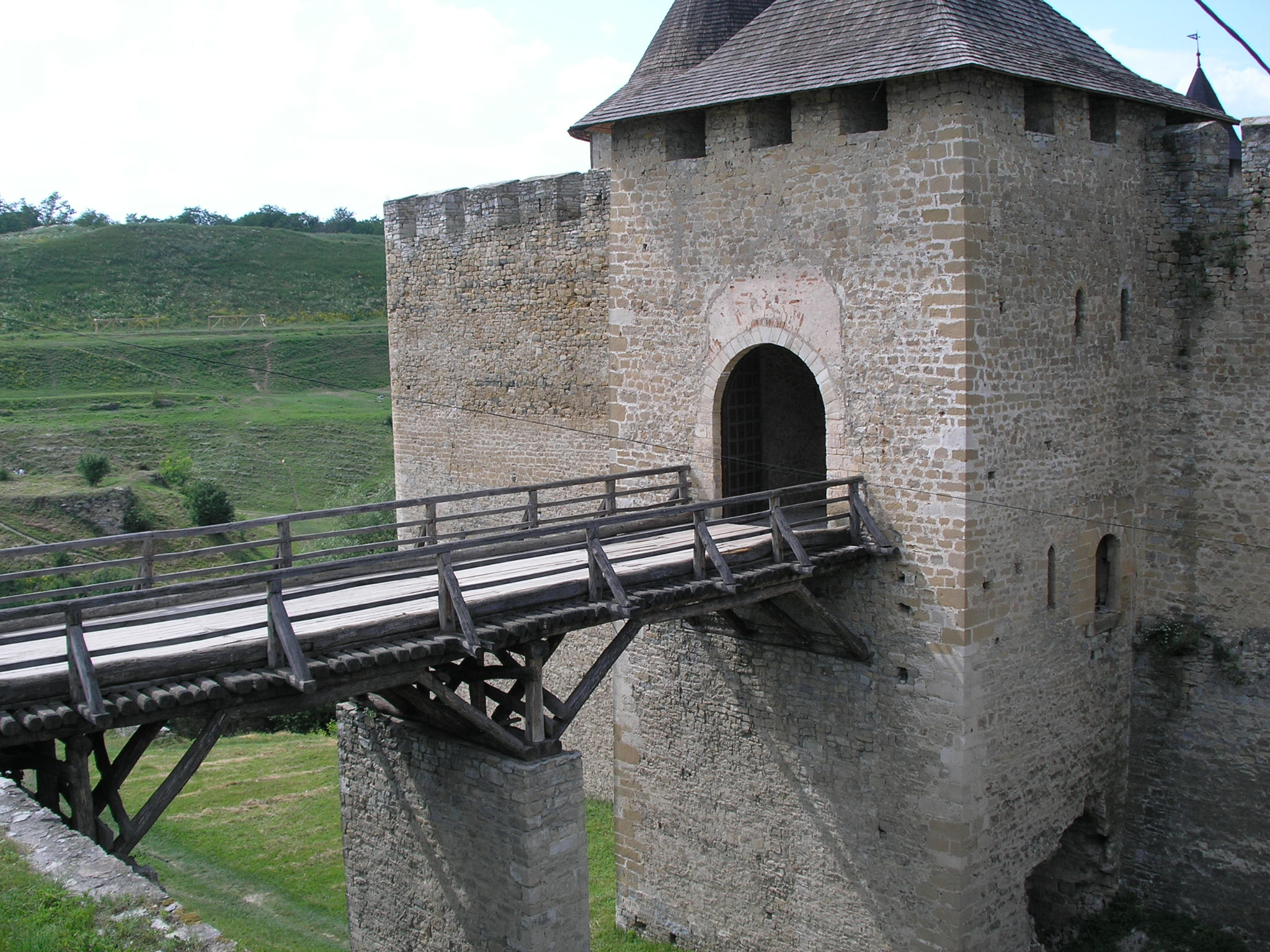
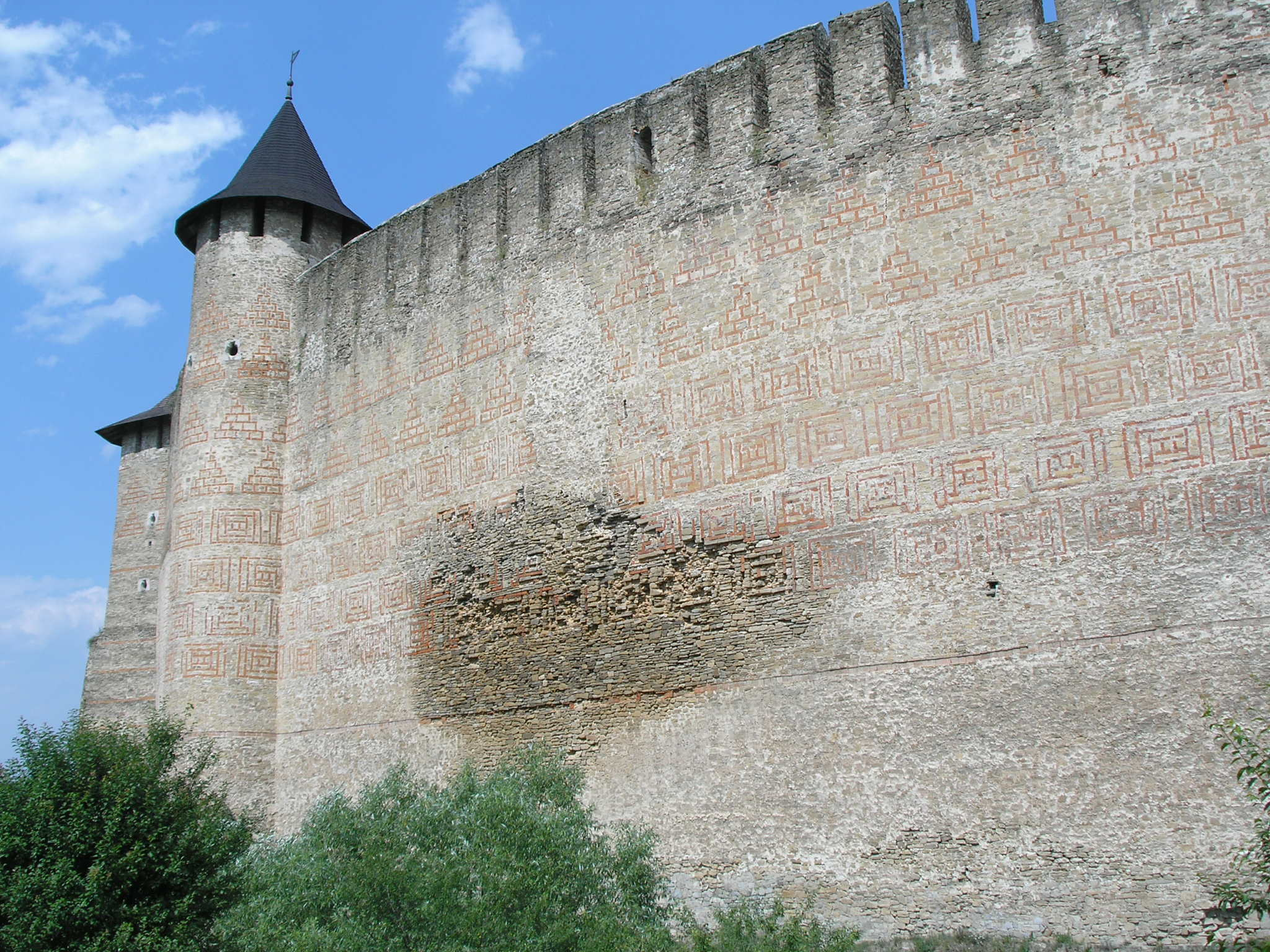
Pata de pe zid
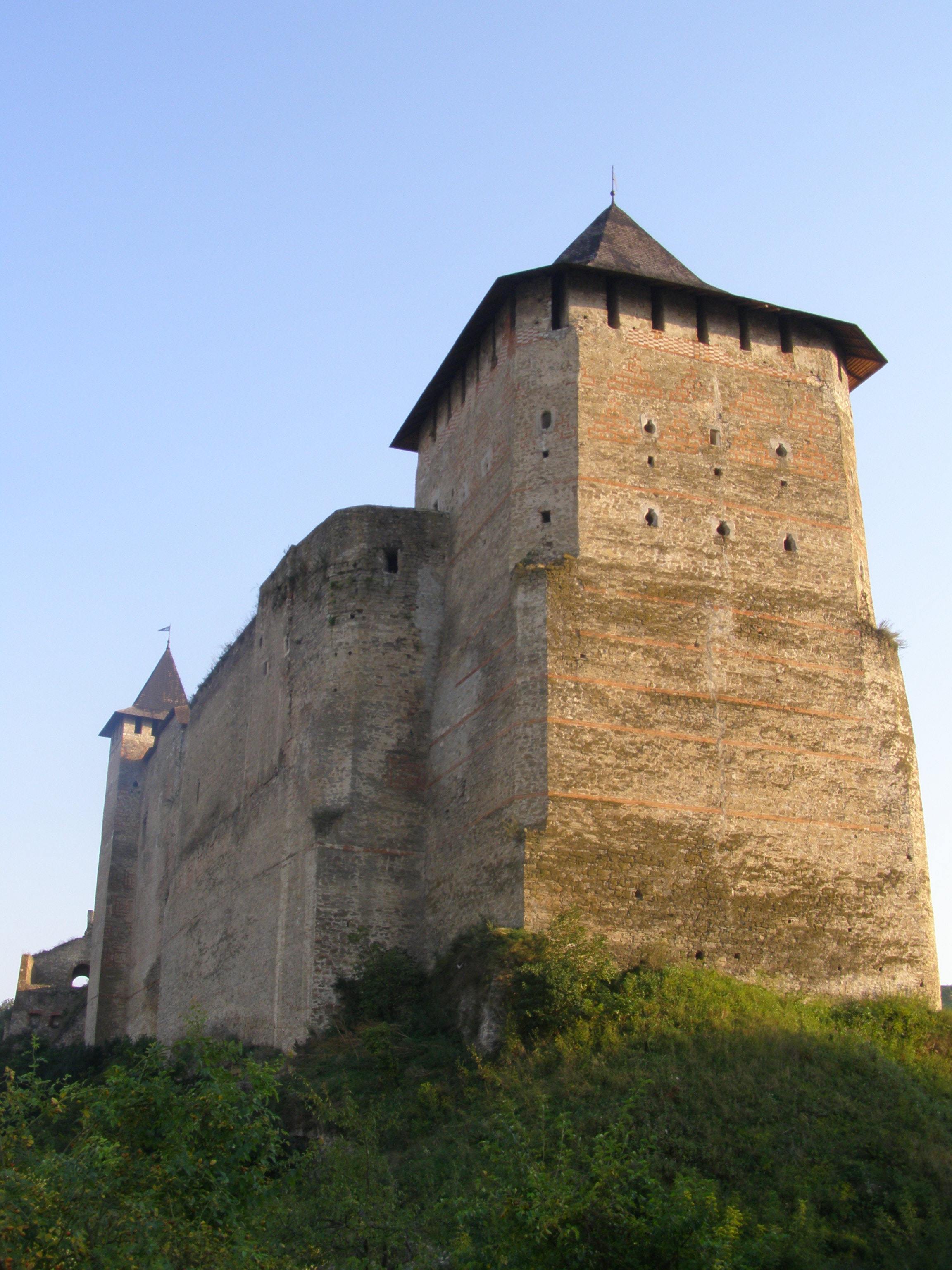
Zidul frontal al cetății
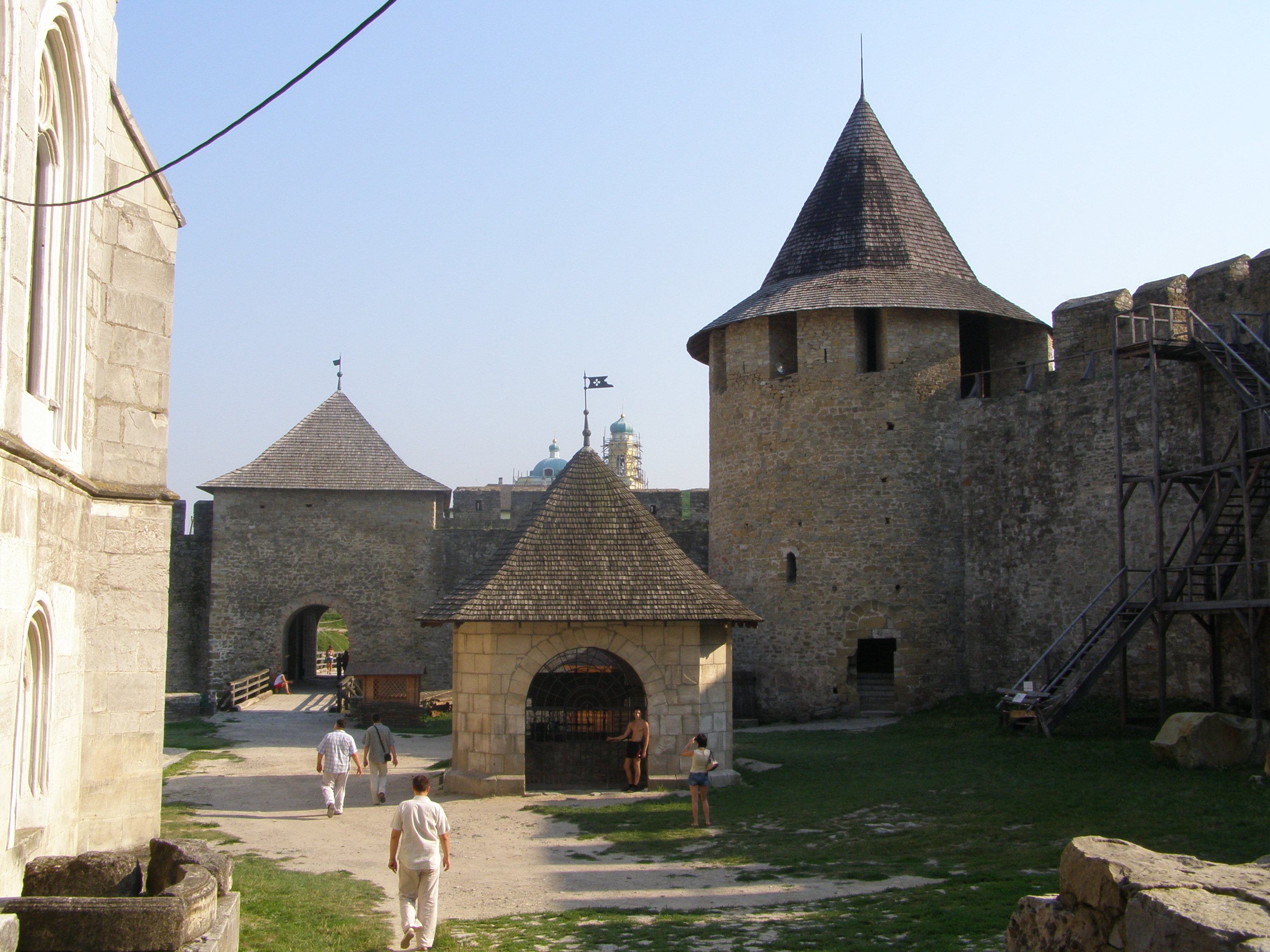
Curtea cetății. Intrarea în cetate, fântâna și un turn circular.
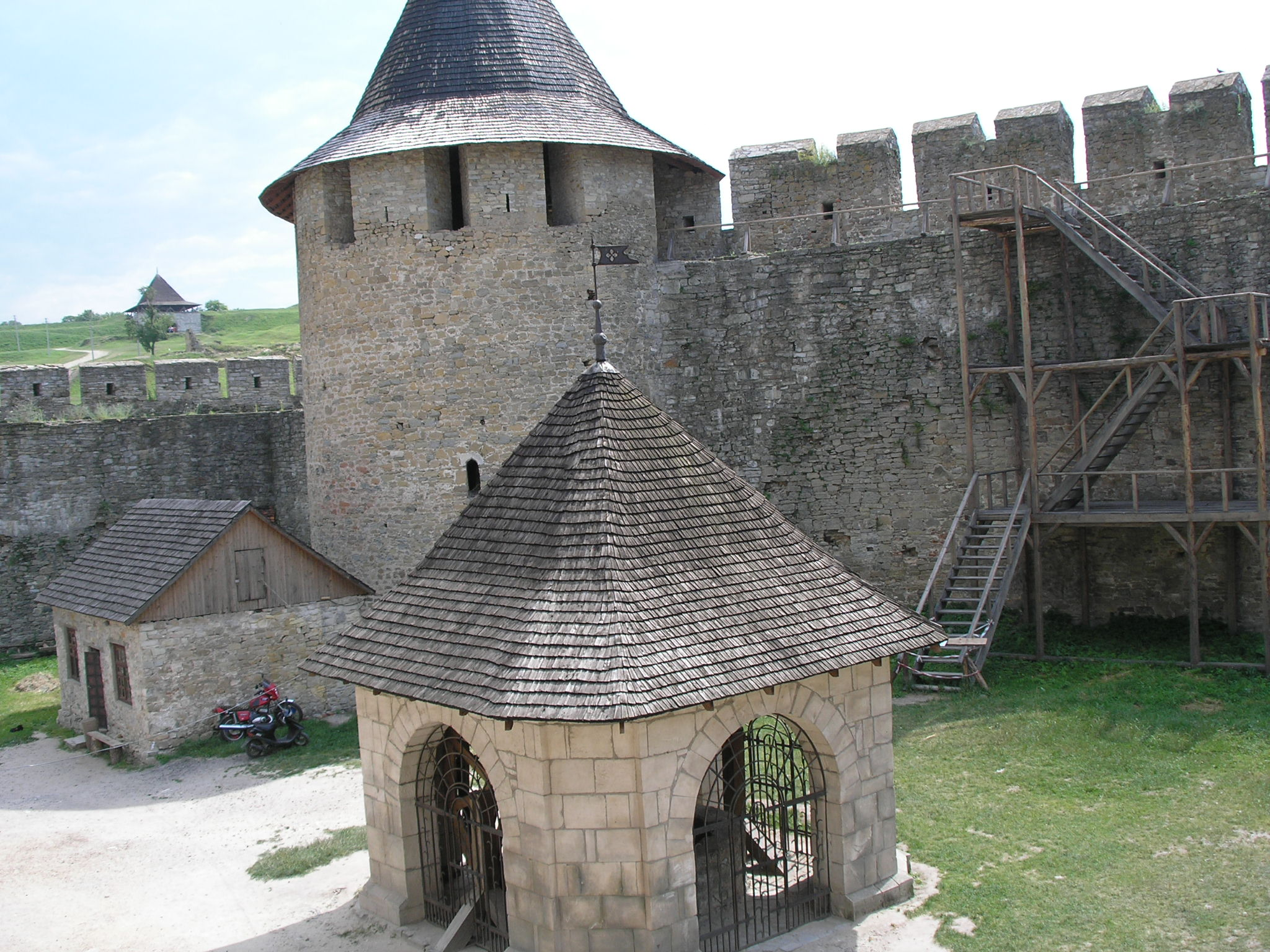
Curtea cetății. Fântâna, zidul de incintă și un turn circular
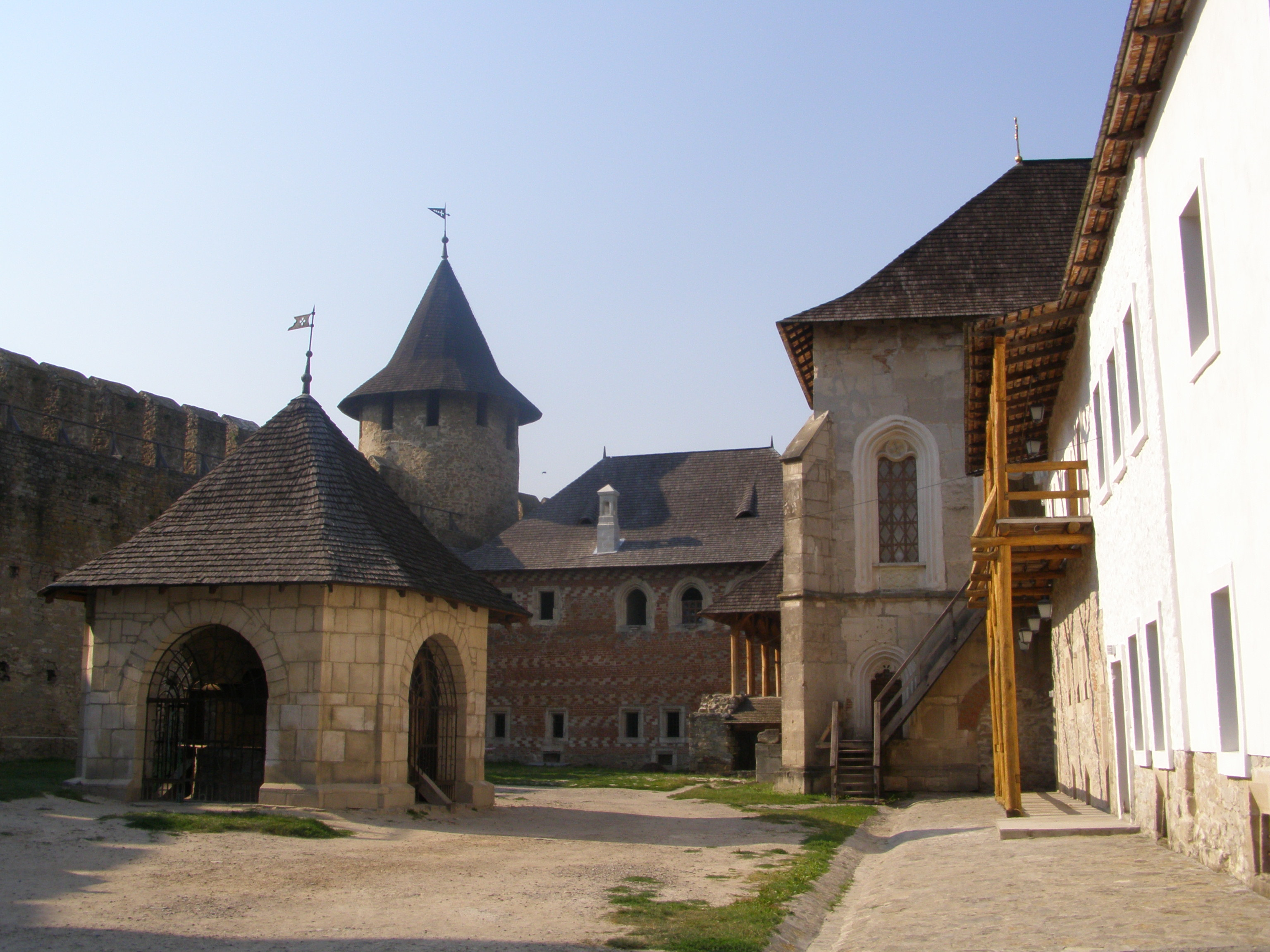
Fântâna și palatul domnesc. În dreapta imaginii, biserica și cazarma.
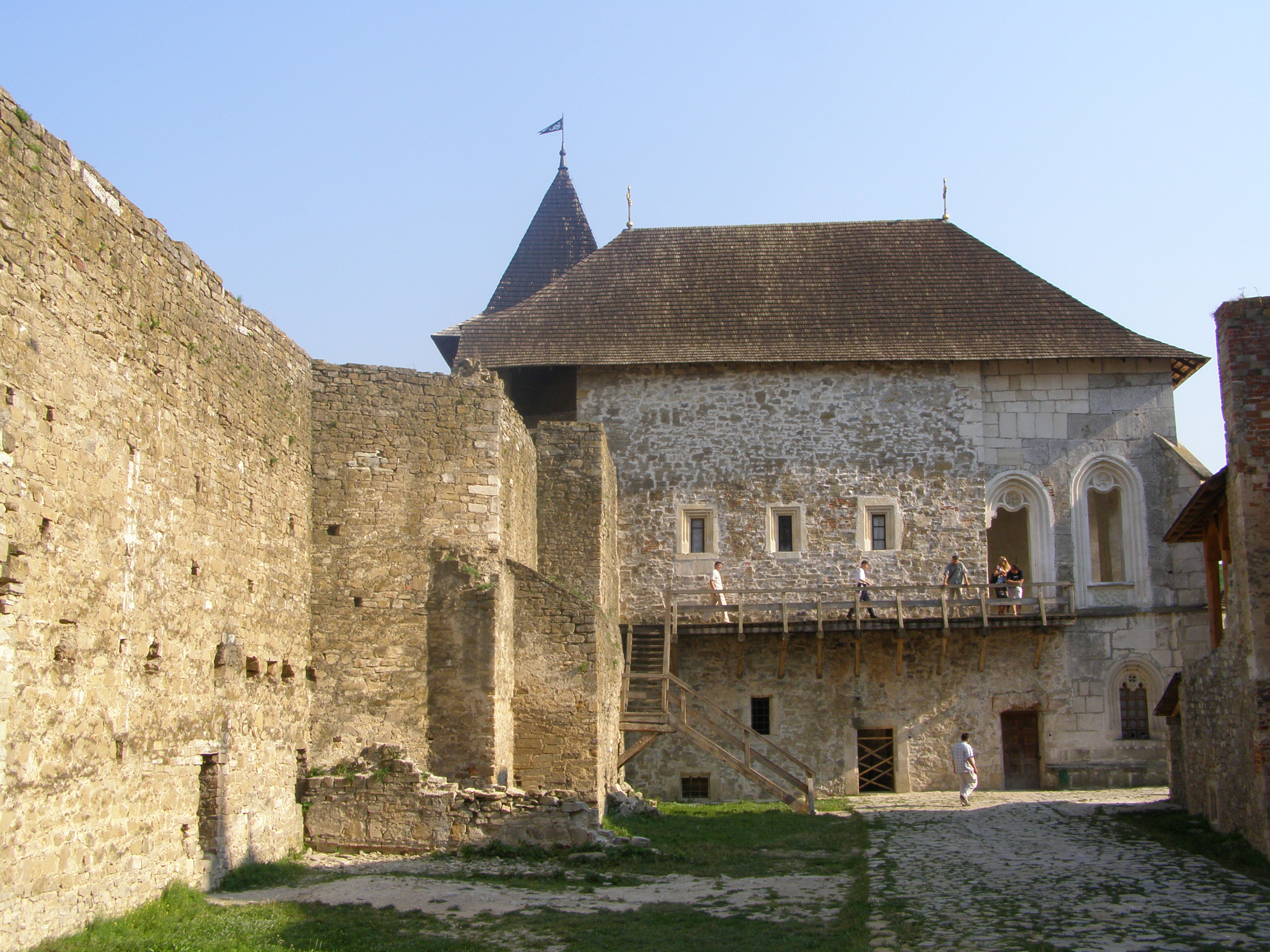
Biserica privită din lateral
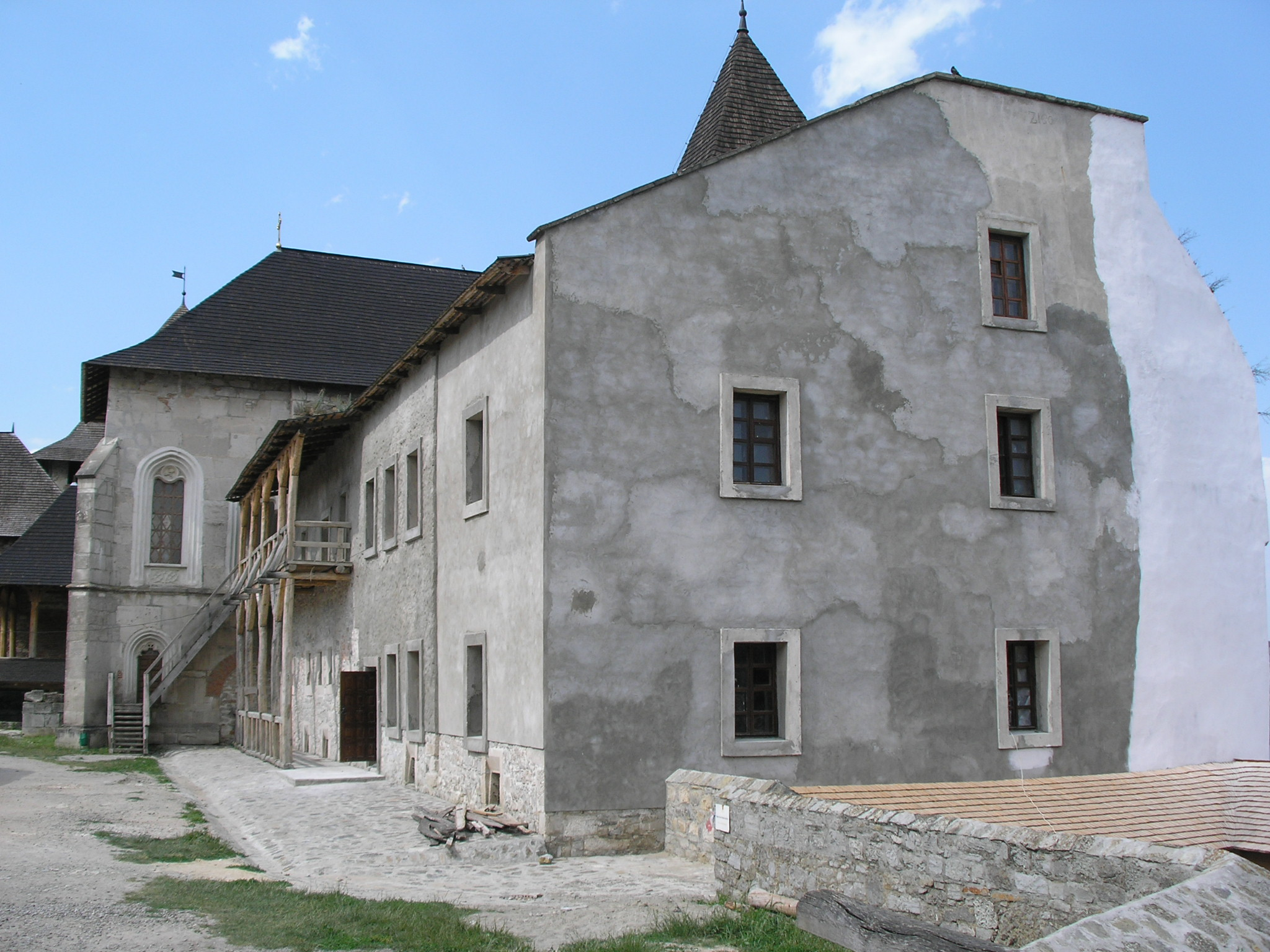
Biserica și cazarma
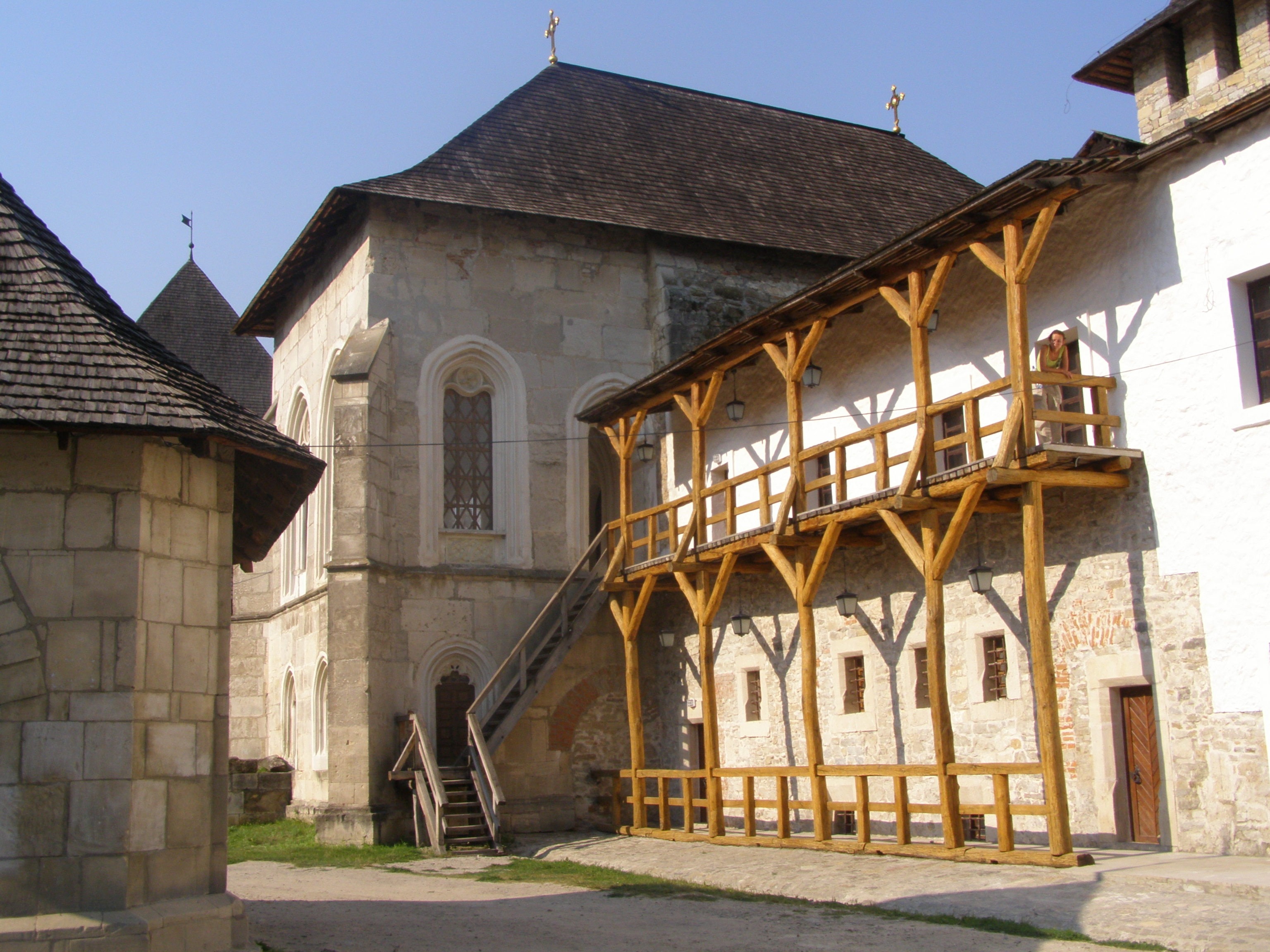
Biserica și cazarma
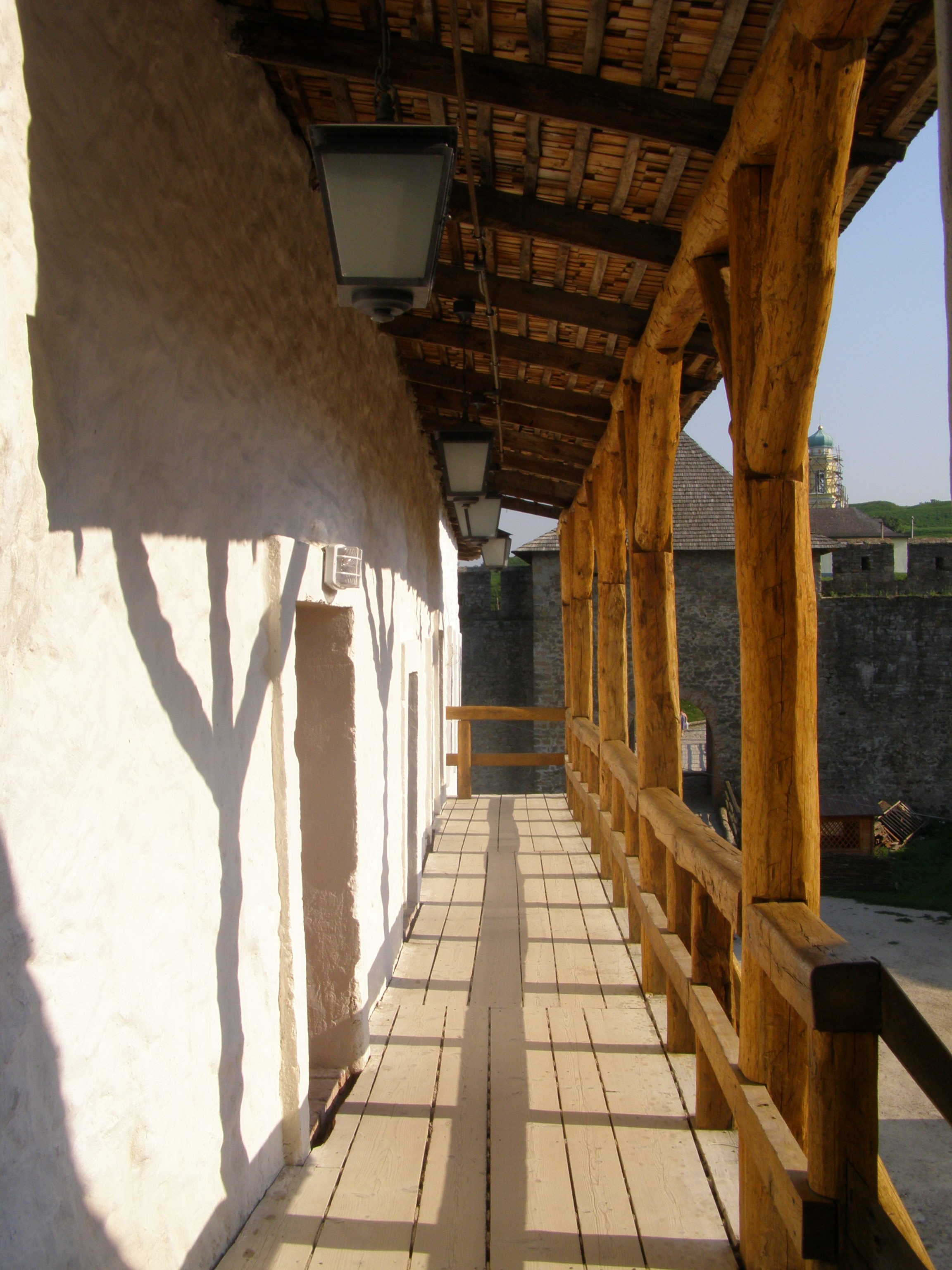
Scara pe clădirea cazărmii